# Arriba Peru
La Asociación Socio-Cultural y Deportiva Arriba Peru, también conocida como ASCD Arriba Peru o solamente Arriba Peru, es un equipo bonairense de fútbol de la ciudad de Kralendijk. Es un equipo conocido por haber recibido una fuerte influencia de los inmigrantes peruanos en Bonaire. Actualmente milita en la Liga de Bonaire, la liga de fútbol más importante de la isla.

## Historia
Arriba Peru fue fundado el 5 de agosto de 1995, en la ciudad de Kralendijk, la capital de Bonaire. La idea fue de unos inmigrantes peruanos que residían en esta isla caribeña. El nombre completo que registraron en su fundación fue el de Asociación Socio-Cultural y Deportiva Arriba Peru. Si bien al registrar su nombre, este debía traducirse al neerlandés, se optó por mantener el nombre en español. Junto a que, la escritura del país Perú en el otro idioma, no se tilda. El nombre Arriba Peru, proviene de la clásica frase de aliento que tienen los peruanos hacia su país. La insignia de esta asociación es de una forma circular, con una vicuña en el centro (idéntica a la del escudo del Perú), delante de otro escudo de la bandera peruana, con el nombre de la asociación en la parte superior y la fecha de fundación en la parte inferior.
Dentro de todos sus eventos que los miembros de Arriba Peru practicaban, también estuvo presente el deporte, siendo fundamentalmente plasmado a través del fútbol, que es el de más arraigo y aceptación en el Perú. Antes de ello, los peruanos que vivían en Bonaire, tenían sus diversos equipos agrupados por la ciudad peruana de la que venían o tenían ascendencia, hasta que se unieron para formar el equipo actual. Desde sus inicios, tuvo un equipo de fútbol de veteranos (equipo que se mantiene hasta el presente), el cual aparte de los adultos, también incluía a los jóvenes en sus filas, equipo que campeonó dos veces la Liga de Veteranos en Bonaire. Con el pasar de los años, creció el interés de que el equipo jugase también de manera formal en la Liga de Bonaire, idea que se llegaría a concretar.
Arriba Peru inició su participación en la temporada 2007/2008 en la Liga de Bonaire. Para el inicio del campeonato, aparte de los peruanos, el cuadro contó con el apoyo de jugadores colombianos, venezolanos y bonairenses. La temporada mencionada, tuvo cierto retraso y se dividió en tres etapas, ya que, por conflictos entre los equipos y la federación, algunos clubes decidieron crear una asociación propia aparte de la ya existente. Esta federación paralela se llamó Fundación para el Desarrollo del Fútbol (FDF), la cual se inició en 2008 y contó con la inclusión de Arriba Peru como un miembro inscrito en esta. Como los demás equipos del torneo nacional, no contaban con un estadio propio y su localía estaba en el Stadion Municipal de Kralendijk.
La primera etapa fue el Torneo de Pretemporada FDF, donde Arriba Peru quedó en la última posición (sexto puesto), sin poder sumar punto alguno. La segunda etapa fue el Campeonato FDF, el cual se canceló, debido a que los equipos retornaron a la Federación de Fútbol de Bonaire. En su participación, Arriba Peru marchaba en el último casillero (quinto puesto), sin ningún punto obtenido. La tercera etapa de esa temporada, fue el unificado Campeonato FFB, con Arriba Peru, una vez más, en el fondo de la tabla. Desde su primera participación mencionada en adelante, Arriba Peru siempre ha hecho campañas discretas en la Liga de Bonaire. Su mejor participación fue en la temporada 2013, en la cual quedó en la quinta posición, a solo un puesto de clasificar a los play-off de su liga.
Más allá de todo ello, Arriba Peru es un club reconocido en Bonaire, por brindarle oportunidades en su equipo, a los peruanos que llegan a esta isla a trabajar (siendo los de esta nacionalidad, los que registran más jugadores en el plantel), ya sea temporalmente o definitivamente. Últimamente, esta escuadra también ha estado abriéndole las puertas a otros sudamericanos, que han llegado a este municipio bajo los mismos motivos que los peruanos; lo que la ha convertido, actualmente, en una especie de equipo-comunidad hispanohablante.

## Uniforme
El uniforme de fútbol que posee Arriba Peru, en ambos casos, es una clara alusión a la indumentaria de la selección del Perú. 
- Indumentaria titular: Camiseta blanca con una franja roja, short blanco y medias blancas.

- Indumentaria alternativa: Camiseta roja con una franja blanca, short rojo y medias rojas.

## Plantilla 2020-21
Actualizado el 9 de mayo de 2020.